# Couvent de Sainte-Croix-de-la-Bretonnerie
Le Couvent de Sainte-Croix-de-la-Bretonnerie était un monastère parisien supprimé en 1790  situé à l’emplacement du 35-37 de la rue Sainte-Croix-de-la-Bretonnerie et de l’actuel square Sainte-Croix-de-la-Bretonnerie.

## Historique
Le couvent parisien des chanoines réguliers de l’ordre de la Sainte-Croix, ou « ordre des Croisiers », fondé en 1211 par Théodore de Celles, est établi par Saint-Louis en 1258 sur le terrain de l’ancien atelier de la Monnaie du Roi et de deux maisons contiguës qui appartenaient à Robert de Sorbon dédommagé par la cession de maisons dans le quartier de l’Université.
Dans sa Vie de Saint-Louis, Joinville l'expose ainsi :

« […] Après revint une autre manière de frères, qui se faisaient appeler frères de Sainte-Croix et portent la croix devant la poitrine, et requirent auprès du roi pour qu'il les aidât. Le roi le fit volontiers et les hébergea dans une rue qui était appelée le quarrefour dou Temple, et qui est désormais appelée la rue Sainte-Croiz. »

La construction de leur première église dont la nef était parallèle à la rue Sainte-Croix de la Bretonnerie est attribuée à Eudes de Montreuil. Cet édifice est reconstruit en 1639.
Leur établissement s’étendait jusqu’à la rue des Billettes (actuellement rue des Archives) où s’ouvrait leur entrée principale (cul-de-sac des Billettes) donnant accès à leur jardin.
Les religieux suivaient à l’origine la règle de l’ordre des Dominicains et à partir de 1641 celle de Saint-Augustin en continuant à relever de l’ordre de la Sainte-Croix établi aux Pays-Bas.
Le couvent prenait les laïcs en pension et les « jurés crieurs d’enterrements » (entrepreneurs de pompes funèbres) y tenaient leurs réunions.
L’église contenait des tableaux de Simon Vouet et de Philippe de Champaigne. Parmi seize caveaux de membres de la bourgeoisie parlementaire, le bas-relief La douleur du monument funéraire de Dreux Hennequin, conseiller au Parlement, sculpté par Jacques Sarrazin vers 1651 est conservé au Louvre.
Les religieux possédaient depuis 1449, un manoir et des terres à Ménilmontant. Une statue de la vierge dans le petit oratoire de cette maison fut transférée à l'église de Bagnolet à la Révolution.  

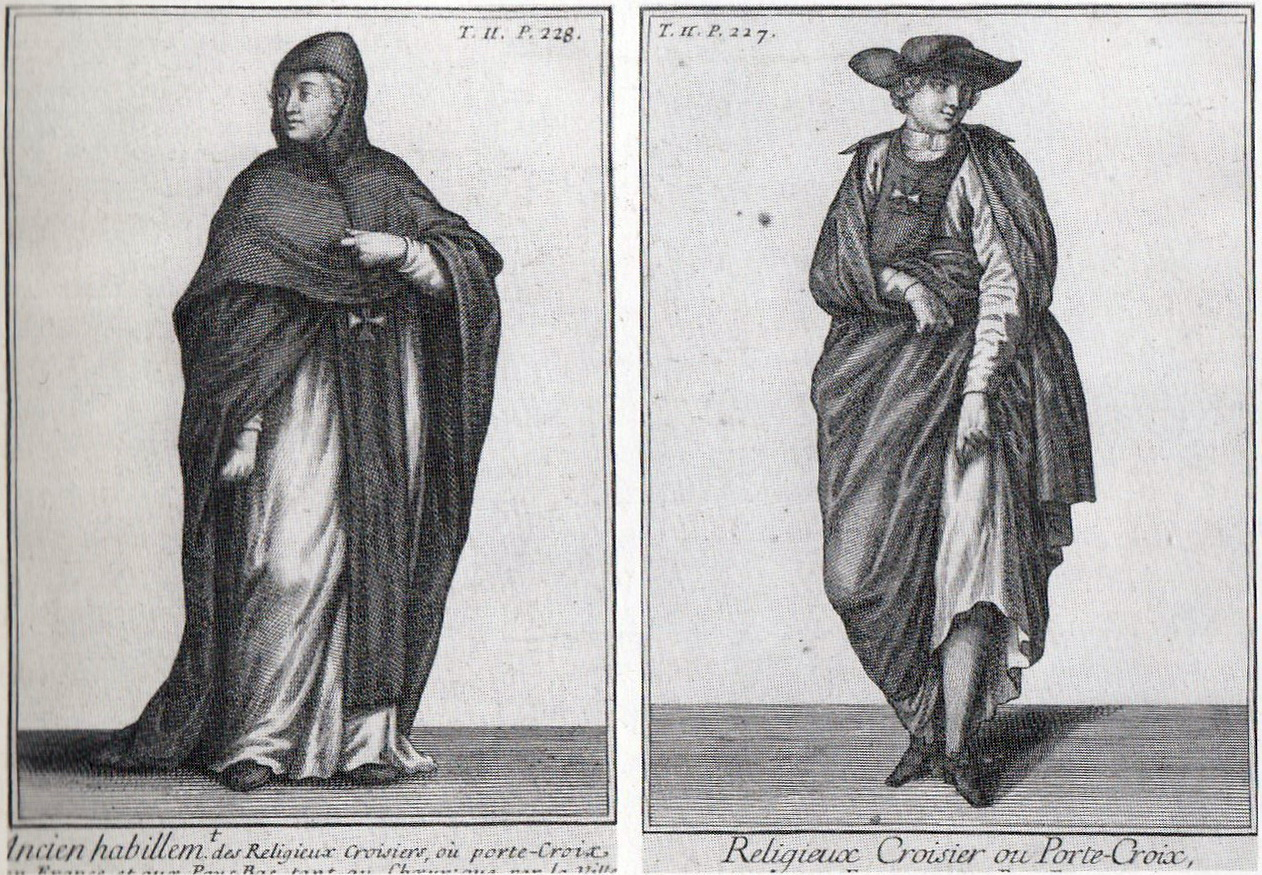
Costumes de « croisiers »
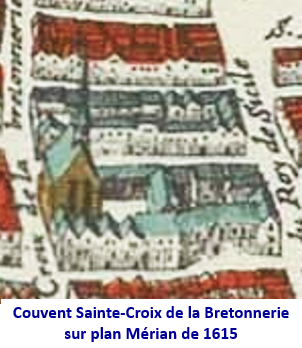
Couvent de Ste Croix de la Bretonnerie sur plan Mérian de 1615
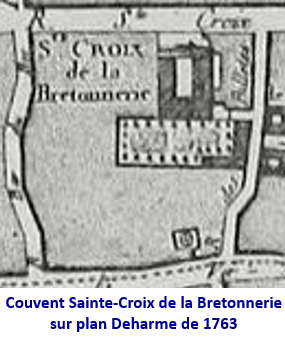
Couvent de Sainte-Croix de la Bretonnerie sur plan Deharme de 1763

## Suppression du couvent
Le couvent est fermé en 1790. A cette date il restait peu de religieux et ceux-ci avaient demandé à être rattachés à la collégiale  Saint-Marcel.
L'église, les bâtiments et les dépendances sont vendus comme bien national en 1793 et ensuite démolis.